# Palaemon peringueyi
Palaemon peringueyi is een garnalensoort uit de familie van de Palaemonidae. De wetenschappelijke naam van de soort is voor het eerst geldig gepubliceerd in 1915 door Stebbing.